# Graphogaster slossonae
Graphogaster slossonae är en tvåvingeart som först beskrevs av Townsend 1916.  Graphogaster slossonae ingår i släktet Graphogaster och familjen parasitflugor. Inga underarter finns listade i Catalogue of Life.